# Przenikanie

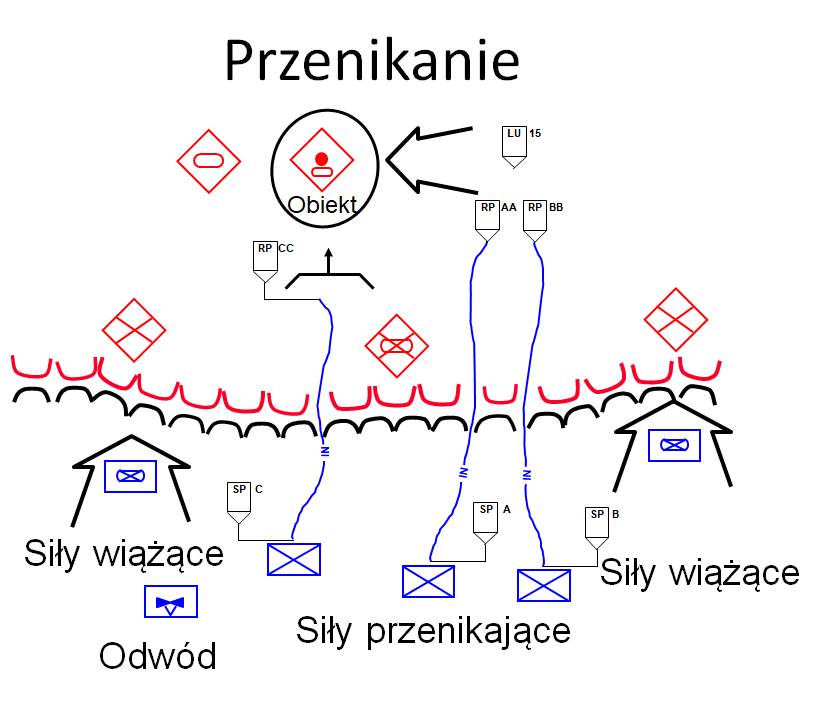
Przenikanie (szkic)

Przenikanie (ang. infiltration) – forma manewru taktycznego (natarcia), w którym wojska wchodzą małymi zgrupowaniami w ugrupowanie obronne przeciwnika. 

## Charakterystyka
Przenikanie może być stosowane do opanowania słabo bronionych obiektów w celu zdobycia kluczowego terenu lub zakłócenia działań w obszarze tyłowym przeciwnika. Przenikanie stosuje się zwykle w połączeniu z innymi formami manewru. Istotne znaczenie ma zachowanie skrytości działań do momentu uderzenia na wyznaczony obiekt. Siły przenikające nie powinny wiązać się w przypadkowe potyczki z przeciwnikiem, a raczej powinny go unikać.